# Max Langerhans
Max Langerhans (geboren 2. Juli 1851 in Frankfurt (Oder); gestorben 26. Januar 1941 in Celle) war ein deutscher Mediziner, Krankenhausdirektor und Dichter.

## Leben
Max Langerhans, ältester Sohn des Reichsgerichtsrats Wilhelm Langerhans und Bruder von Georg Langerhans,  war von 1878 bis 1888 Landarzt in Wittingen und von 1895 bis 1911 Direktor der Landesfrauenklinik und Hebammenlehranstalt in Celle. In den Jahren von 1911 bis 1912 arbeitete er als Kreisarzt. Zeitweise war er Kreisarzt in Hankensbüttel.
Als Mundart-Dichter verfasste Langerhans in plattdeutscher Sprache Ut de Lüneborger Hai, die mit Linolschnitten des Künstlers Otto Krawehl illustriert wurden, und die Geschichten und Gestalten, die Carl Bohe illustrierte.
Nach dem Dichter wurden die Wittinger Dr.-Langerhans-Straße und die Celler Langerhansstraße benannt.

## Schriften (Auswahl)
- Ut de Lüneborger Hai. Von een olen Landdokter, mit Bildern und farbigen Tafeln nach Zeichnungen des Verfassers und Linolschneiders von Otto Krawehl, Celle: Capaun-Karlowa'sche Buchhandlung, 1926; Inhaltsverzeichnis
  - 2. vergröterte un verbeterte Uplage, 1930; Inhaltsverzeichnis
  - 3. Uplage, Photomechanischer Nachdruck der 2. Auflage von 1930, Hannover: Hartmann, 1979, ISBN 978-3-922178-01-9 und ISBN 3-922178-01-4
- Geschichten und Gestalten, Celle: Capaun-Karlowa'sche Buchhandlung, 1930; Inhaltsverzeichnis